# Mino Carta
Demetrio Carta, mais conhecido como Mino Carta (Gênova, 6 de setembro de 1933), é um jornalista, editor, escritor e empresário ítalo-brasileiro.

## Biografia
Nascido na Itália, chegou a São Paulo em 1946 e escreveu sobre esse período:
| “ | Agosto de 1946, cheguei a São Paulo, trazido por meus pais, ainda vestia calças curtas. A cidade não passava de 1,5 milhão de habitantes, tinha medidas humanas. Pacata, ordeira, elegante em várias ruas centrais. São Luís, Barão de Itapetininga, Marconi, Vieira de Carvalho. Recantos verdes e vibrantes. Praça da República, Largo do Arouche. Senhorial a Avenida Paulista, ladeada por casarões, um deles o do Conde Matarazzo, dono de um Packard suntuosamente negro, na placa ostentava apenas e tão-somente o número 1. – Mino Carta | ” |

## Carreira
Em 1951, prestou vestibular e ingressou na Faculdade de Direito da Universidade de São Paulo, constando de sua ficha de matrícula ter nascido em 3 de setembro de 1933. Cursou os primeiros anos, mas abandonando o curso, não chegou a se formar.
Carta dirigiu as equipes de criação de publicações que fizeram história na imprensa brasileira, como Quatro Rodas, o Jornal da Tarde, Veja, IstoÉ e CartaCapital, da qual ainda é diretor de redação. Dos jornais que ajudou a fundar, apenas um não prosperou: o Jornal da República, fundado junto com Cláudio Abramo, foi fechado por problemas financeiros. Mantinha um blog pessoal, que desativou por discordância com as políticas econômica e ambiental do governo, e por causa da atuação no caso Cesare Battisti, do qual era um dos mais ferrenhos opositores.
No ano de 2016, Mino Carta é referido em áudio do ex-presidente Lula que admite encomendar a este um artigo sobre o autoritarismo. Artigo que, segundo Lula, era necessário para abrir os olhos do brasileiros sobre o que estava ocorrendo no Brasil.
Apesar de sua postura crítica também ao governo Lula, Carta se posicionou firmemente contra o impeachment da Presidente Dilma Rousseff, qualificado por ele como "o pior golpe que o Brasil sofreu" e tece acusações contra o Juiz Sérgio Moro.

## Livros publicados
Em 2000, lançou o livro O Castelo de Âmbar, em que emprega sua verve num projeto literário-biográfico cuja personagem principal, Mercúcio Parla (um "homem extraordinário", segundo sua secretária Camomila), pode ser seu alter ego e no qual relata, de modo cáustico, o que considera o relacionamento promíscuo entre governantes, jornalistas e "barões da imprensa" durante quase meio século da história recente brasileira. Escrito como um romance de ficção, permite vislumbrar-se a realidade; assim Ausônia seria a Itália e a rua Áurea na Capital da Comarca seria a rua Augusta em São Paulo.
Em 2003, publicou A Sombra do Silêncio, continuação de O Castelo de Âmbar, no qual Mercúcio Parla se encontra, na Rua Áurea, com Cuore Mio, "a moça mais risonha do bairro", iniciando assim um romance que seria o "único e autêntico amor de suas vidas".

### Publicações
(lista parcial) 	 		
- O Castelo de Âmbar. São Paulo: Editora Record, 2000. ISBN 8501060208 (romance)
- Histórias da Mooca, com as bençãos de San Gennaro. São Paulo, Editora Berlendis & Vertecchia, 1ª edição.
- O Restaurante Fasano e A Cozinha de Luciano Boseggia, em parceira com FASANO, Rogério. São Paulo: Editora DBA. 2ª edição, 1996.
- A Sombra do Silêncio. São Paulo: Editora Francis, 2003. ISBN 8589362191 (romance)
- O Brasil. São Paulo: Editora Record, 2013.
- A vida de Mat. São Paulo: Editora Hedra, 2016.

## Prêmios e títulos
É doutor honoris causa pela Faculdade Cásper Líbero.
Em novembro de 2006 Mino recebeu o prêmio de Jornalista Brasileiro de Maior Destaque no Ano da Associação dos Correspondentes da Imprensa Estrangeira no Brasil (ACIE).